# Hateburga
Hateburga (zm. po 909) – córka hrabiego niemieckiego Erwina, pierwsza żona Henryka I Ptasznika, króla Niemiec. 

## Życiorys
Zgodnie z relacją Thietmara z Merseburga, ojciec Hateburgi posiadał liczne posiadłości na terenie Saksonii, które po jego śmierci stały się własnością jego córek. Bogactwo i uroda hrabianki sprawiły, że mimo iż była wdową i mniszką, w 906 poślubił ją syn księcia saskiego Ottona Dostojnego, Henryk. Hateburga urodziła mu syna Thankmara (Tammo). W 909 Henryk porzucił ją dla Matyldy von Ringelheim. Dalsze losy Hatheburgi nie są znane.